# Platalea
Platalea Linnaeus, 1758 è un genere di uccelli della famiglia dei Treschiornitidi, noti come spatole. È l'unico genere della sottofamiglia Plataleinae.

## Tassonomia
Comprende le seguenti specie:
- Platalea ajaja Linnaeus, 1758 - spatola rosata
- Platalea alba Scopoli, 1786 - spatola africana
- Platalea flavipes Gould, 1838 - spatola beccogiallo
- Platalea leucorodia Linnaeus, 1758 - spatola bianca
- Platalea minor Temminck e Schlegel, 1849 - spatola minore
- Platalea regia Gould, 1838 - spatola reale